# Notophyllia variolaris
Espèce
Notophyllia variolaris est une espèce de coraux appartenant à la famille des Dendrophylliidae.